# Карло Гільяно
Карло Гільяно (італ. Carlo Ghigliano, 8 жовтня 1891, Бастія-Мондові — 6 серпня 1966, Генуя) — італійський футболіст, що грав на позиції захисника за клуби «Савона» і «Дженоа», а також національну збірну Італії.

## Клубна кар'єра
У дорослому футболі дебютував 1909 року виступами за команду «Савона», в якій протягом шести сезонів взяв участь у 18 матчах чемпіонату.
По завершенні Першої світової війни повернувся до футболу, ставши 1919 року гравцем «Дженоа», де протягом сезону був основним гравцем захисту команди.
1920 року повернувся до «Савони», кольори якої захищав ще протягом шести сезонів. 
Згодом був граючим тренером команди «Альбенга».
Помер 6 серпня 1966 року на 75-му році життя у місті Генуя.

## Виступи за збірну
1920 року провів свій єдиний офіційний матч у складі національної збірної Італії.
| Дата      | Місто | Господарі | Результат | Гості  | Турнір           | Голи | Примітки |
| --------- | ----- | --------- | --------- | ------ | ---------------- | ---- | -------- |
| 28-3-1920 | Берн  | Швейцарія | 3 – 0     | Італія | товариський матч | -    |          |
| Усього    |       | Матчів    | 1         |        | Голів            | 0    |          |